# Upadhyaya
Un Upādhyāya (sanskrit : उपाध्याय) ou Upaadhyaaya ou Upadhye est un professeur du jaïnisme. Une telle personne enseigne aux moines-ascètes les principes de cette foi ainsi que les Écritures sacrées telles que les Purvas. Les gardiens de temple peuvent aussi porter ce nom.
C'est un titre honorifique situé juste en dessous de celui d'ācārya dans la hiérarchie.